# 톰 홀랜드 (작가)

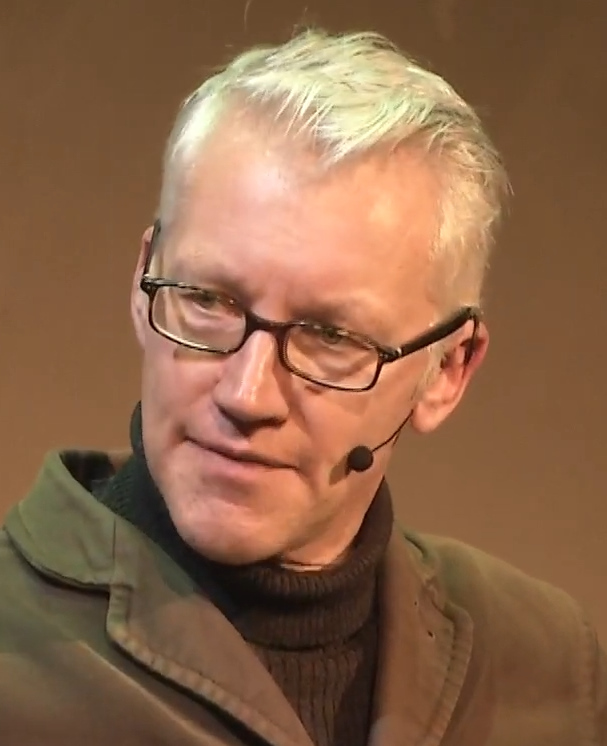
Tom Holland (2020)

토머스 "톰" 홀랜드(영어: Thomas "Tom" Holland, 1968년 ~ )는 영국의 작가이다. 그는 인기 있는 여러 편의 고대, 중세 시대 역사서를 출판했으며, 두 편의 TV 다큐멘터리를 제작하기도 했다.

## 약력
홀랜드는 옥스퍼드 근처에서 태어나, 영국 윌트셔 솔즈베리 근처의 브로드초크 마을에서 자랐다. 그는 채핀 그로브 스쿨, 캔퍼드 스쿨, 그리고 캠브리지 대학교 퀸스 컬리지에서 교육을 받았으며, 그곳에서 영어와 라틴어에 최상위 등급의 성적을 얻었다.

## 저서

### 번역
- 헤로도투스 (2013). The Histories. 뉴욕: 랜덤하우스. ISBN 978-0-143-10754-5.